# چوکوت
چوکوت (به صربی: Čokot) یک روستا در صربستان است که در نیش واقع شده‌است.